# Никл метал-хидридна батерија
Никл метал хидридна батерија (Ни-МХ или НиМХ) је секундарни извор хемијске струје у коме је анода водоник метал хидридна електрода (обично никл-лантан хидрид или никл-литијум), електролит је калијум хидроксид, а катода је никл оксид.

## Историја проналаска
Истраживање технологије НиМХ батерија почело је 1970-их као покушај да се превазиђу недостаци никл-кадмијум батерија. Међутим, једињења метал-хидрида коришћена у то време била су нестабилна и нису постигнуте тражене карактеристике. Као резултат тога, развој НиМХ батерија је застао. Нова метал-хидридна једињења довољно стабилна за употребу у батеријама развијена су 1980. године. Од касних 1980-их, НиМХ батерије су континуирано унапређиване, углавном у смислу густине енергије. Њихови програмери су приметили да НиМХ технологије имају потенцијал да постигну још веће густине енергије.

## Опције
Структура Ни-МХ батерије: 1 - позитиван контакт, 2 - метално кућиште (негативни контакт), 3 - позитивна електрода, 4 - негативна електрода са колектором струје (метална мрежа повезана са металним кућиштем), 5 - сепаратор (између електрода )
Теоретски садржај енергије: 300 Вх/кг.
Специфични енергетски интензитет: око - 60-72 Вх/кг.
Специфична густина енергије (Вх/дм³): око - 150 Вх/дм³.
ЕМФ: 1,25 В.
Радна температура: −60…+55 °Ц (−40…+55).
Век трајања: око 300-500 циклуса пуњења/пражњења.
Самопражњење: до 100% годишње (за старије типове батерија).

## Опис
Никл метал хидридне батерије типа Крона обично почињу на 8,4 В, затим постепено падају на 7,2 В, а затим брзо падају како се батерија испразни. Ова врста батерија је дизајнирана да замени никл-кадмијумске батерије. Никл-метал хидридне батерије имају приближно 20% већи капацитет са истим димензијама, али краћи век трајања - од 200 до 300 циклуса пуњења/пражњења. Самопражњење је приближно 1,5-2 пута веће него код никл-кадмијум батерија.
НиМХ батерије практично немају „меморијски ефекат“. То значи да можете пунити батерију која није потпуно испражњена ако није држана у овом стању дуже од неколико дана. Ако је батерија делимично испражњена, а затим није коришћена дуже време (више од 30 дана), мора се испразнити пре пуњења.

## Еколошка прихватљивост
Најповољнији режим рада: пуњење малом струјом, 0,1 Ц (Ц је номинални капацитет), време пуњења - 15-16 сати (типична препорука произвођача); максимална дозвољена струја - 0,3 Ц - је наведена од стране произвођача.

### Складиштење
Батерије треба чувати потпуно напуњене у фрижидеру на температури не нижој од 0 °Ц. Током складиштења, препоручљиво је редовно проверавати напон (једном у 1-2 месеца). Не би требало да падне испод 1 В. Ако напон падне, потребно је поново напунити батерије.
Никл-метал хидридне батерије ниског самопражњења (ЛСД НиМХ) први пут је увео Санио у новембру 2005. године под брендом Енелуп. Касније многи светски произвођачи су представили своје ЛСД НиМХ батерије.
Ова врста батерија има смањено самопражњење и стога има дужи век трајања у поређењу са конвенционалним НиМХ. Батерије се продају као „спремне за употребу“ или „претходно напуњене“ и продају се као замена за алкалне батерије.
У поређењу са обичним НиМХ батеријама, НиМХ ЛСД-ови су најкориснији када између пуњења и коришћења батерије може да прође више од три недеље. Конвенционалне НиМХ батерије губе до 10% свог капацитета пуњења током прва 24 сата након пуњења, а затим се струја самопражњења стабилизује на до 0,5% капацитета дневно. За ЛСД НиМХ, овај параметар је типично у опсегу од 0,04% до 0,1% капацитета по дану [извор није наведен 2039 дана] 
ЛСД НиМХ у поређењу са класичном технологијом:
- Способност рада са високим струјама пражњења, које могу премашити капацитет батерије за ред величине. Због ове карактеристике, НиМХ ЛСД-ови се веома добро носе са моћним батеријским лампама, фото блицом и радио-контролисаним уређајима и било који други мобилни уређаји који захтевају висок излаз струје.
- Висок коефицијент отпорности на мраз. На -20 °Ц, губитак називне снаге није већи од 12%, док најбољи примери [извор није наведен 2259 дана] конвенционалних НиМХ батерија губе око 20-30%.
- Боље очување радног напона. Многи уређаји немају управљачке програме за напајање и искључују се када напон падне, типично за Ни-МХ - до 1,1 В, а упозорење о малој снази се јавља на 1,205 В.
- Дужи животни век: 2-3 пута више циклуса пуњења-пражњења (до 1500 циклуса) и капацитет се боље одржава током животног века елемента.
- Још једна предност НиМХ батерија са ниским самопражњењем (ЛСД НиМХ) је да оне обично имају знатно мањи унутрашњи отпор од конвенционалних НиМХ батерија. Ово има веома позитиван ефекат код уређаја са великом потрошњом струје:
- Стабилнији напон
- Смањено стварање топлоте, посебно у режимима брзог пуњења/пражњења
- Већа ефикасност
- Могућност излаза велике пулсне струје (пример: блиц камере се пуни брже)
- Могућност дуготрајног рада у уређајима са малом потрошњом енергије (примери: даљински управљач, сат).

### Методе пуњења
Пуњење се врши електричном струјом при напону на елементу до 1,4-1,6 В. Напон на потпуно напуњеном елементу без оптерећења је 1,4 В. Напон под оптерећењем варира од 0,9 до 1,4 В. Напон без оптерећења је потпуно испражњена батерија је 1,0-1,1 В (даље пражњење може оштетити ћелију). За пуњење батерије користи се једносмерна или импулсна струја са краткотрајним негативним импулсима (да би се спречио ефекат „меморије“, начин пуњења батерија наизменичном асиметричном струјом).